# Tipula (Lunatipula) sperryana
Tipula (Lunatipula) sperryana is een tweevleugelige uit de familie langpootmuggen (Tipulidae). De soort komt voor in het Nearctisch gebied.